# Traveling Wilburys Vol. 3
Traveling Wilburys Vol. 3 es el segundo y último álbum de estudio del supergrupo Traveling Wilburys, publicado por la compañía discográfica Warner Bros. Records en octubre de 1990, dos años después de su debut con Vol. 1.

## Historia
Aunque fue la segunda publicación del grupo, el álbum fue intencionadamente titulado Vol. 3 por George Harrison. Según relató Jeff Lynne: «Eso fue idea de George. Me dijo: "Vamos a confundir a los bichos"».
Dado que la dinámica dentro del grupo se había desplazado con la muerte de Roy Orbison, a quien el grupo dedicó el álbum, los cuatro Wilburys restantes adoptaron nuevos seudónimos: Spike (George Harrison), Clayton (Jeff Lynne), Muddy (Tom Petty) y Boo (Bob Dylan). Con Harrison y Lynne nuevamente como productores, las sesiones fueron llevadas a cabo en la primavera de 1990, con un tema extra, «Nobody's Child», reservado para un álbum recopilatorio de caridad.
Publicado en octubre, Traveling Wilburys Vol. 3 obtuvo reseñas menos positivas que su predecesor, aunque los sencillos extraídos del álbum, «She's My Baby» y «Wilbury Twist», obtuvieron buenos datos en la lista estadounidense Mainstream Rock Tracks al alcanzar los puestos dos y dieciséis respectivamente. Por su parte, Vol. 3 llegó al puesto catorce en la lista UK Albums Chart y el once en Billboard 200, y fue certificado disco de platino por la RIAA.
Aunque hubo especulaciones sobre posibles grabaciones de Traveling Wilburys con los años, la muerte de Harrison en 2001 cerró cualquier futuro proyecto entre los miembros del grupo.
Después de que el acuerdo de distribución de Harrison con Warner Bros expirara en 1995, la propiedad del catálogo de Dark Horse Records, así como de los dos álbumes de Traveling Wilburys, volvieron a Harrison y quedaron fuera de impresión. Más de veinte años después, en junio de 2007, Rhino Records publicó The Traveling Wilburys Collection, una caja recopilatoria con los dos álbumes del grupo, un libro y un DVD. La caja debutó en el primer puesto de la lista UK Albums Chart y en el nueve en la lista Billboard 200.

## Lista de canciones
Todas las canciones escritas y compuestas por Traveling Wilburys excepto donde se anota. 
| Cara A |                         |          |  |
| N.º    | Título                  | Duración |  |
| 1.     | «She's My Baby»         | 3:14     |  |
| 2.     | «Inside Out»            | 3:36     |  |
| 3.     | «If You Belonged To Me» | 3:13     |  |
| 4.     | «The Devil's Been Busy» | 3:18     |  |
| 5.     | «7 Deadly Sins»         | 3:18     |  |
| 6.     | «Poor House»            | 3:17     |  |

| Cara B |                              |          |  |
| N.º    | Título                       | Duración |  |
| 1.     | «Where Were You Last Night?» | 3:03     |  |
| 2.     | «Cool Dry Place»             | 3:37     |  |
| 3.     | «New Blue Moon»              | 3:21     |  |
| 4.     | «You Took My Breath Away»    | 3:18     |  |
| 5.     | «Wilbury Twist»              | 3:00     |  |

| Temas extra (reedición de 2007) |                  |                        |          |  |
| N.º                             | Título           | Escritor(es)           | Duración |  |
| 12.                             | «Nobody's Child» | Cy Coben, Mel Foree    | 3:28     |  |
| 13.                             | «Runaway»        | Max Crook, Del Shannon | 2:30     |  |

## Personal
- Clayton Wilbury: voz, guitarra acústica, bajo, teclados y coros
- Spike Wilbury: voz, guitarra acústica, guitarra eléctrica, mandolina, sitar y coros
- Boo Wilbury: voz, guitarra acústica, armónica y coros
- Muddy Wilbury: voz, guitarra acústica, bajo y coros
- Jim Keltner: batería y percusión
- Jim Horn: saxofón
- Ray Cooper: percusión
- Gary Moore: guitarra principal (en «She's My Baby»)

## Posición en listas
| País           | Lista                     | Posición |
| -------------- | ------------------------- | -------- |
| Alemania       | Media Control Charts      | 23       |
| Austria        | Ö3 Austria Top 40         | 22       |
| Australia      | ARIA Albums Chart         | 14       |
| Canadá         | Canadian Albums Chart     | 6        |
| Estados Unidos | Billboard 200             | 11       |
| Japón          | Oricon LP Chart           | 79       |
| Noruega        | VG-lista Albums Chart     | 3        |
| Nueva Zelanda  | New Zealand Music Chart   | 19       |
| Países Bajos   | Mega Album Top 100        | 55       |
| Reino Unido    | UK Albums Chart           | 14       |
| Suiza          | Hit Parade Albums Top 100 | 18       |

| Sencillo         | País           | Lista                  | Posición |
| ---------------- | -------------- | ---------------------- | -------- |
| «She's My Baby»  | Estados Unidos | Mainstream Rock Tracks | 2        |
| «Inside Out»     | Estados Unidos | Mainstream Rock Tracks | 16       |
| «Nobody's Child» | Reino Unido    | UK Singles Chart       | 44       |